# Ophiocoma scolopendrina
Ophiocoma scolopendrina is een slangster uit de familie Ophiocomidae. De wetenschappelijke naam van de soort werd in 1816 gepubliceerd door Jean-Baptiste de Lamarck.

## Beschrijving
Ophiocoma scolopendrina heeft, net als andere slangsterren, lange, dunne armen die voortkomen uit een klein, schijfvormig lichaam en is ongeveer zo groot als een uitgestrekte menselijke hand. Ze behoren tot de stam van de stekelhuidigen, waaronder zee-egels, zeekomkommers en zeesterren. De dorsale schijf en dorsale armplaten variëren van bont zwart tot lichtbruin. Ze zijn onregelmatig gestreept. O. scolopendrina kan een lengte bereiken van ongeveer 13 cm, terwijl de schijfdiameter kan oplopen tot 25 mm. Het geslacht van de ster kan worden geïdentificeerd door spleten tussen de armen te controleren, die de witte mannelijke zaadcellen en rode vrouwelijke eierstokken blootleggen.

## Verspreiding en leefgebied
De slagster Ophiocoma scolopendrina kan worden gevonden in de Rode Zee, de tropische Indo-Pacifische regio, Taiwan, Oost-Afrika, Zuidoost-Polynesië, de Marshalleilanden en Madagaskar. Hun typische dichtheid is ongeveer 20 individuen per vierkante meter.
Deze slangsterren leven in spleten en onder keien van intergetijde rifplatforms in het bovenste en middelste eulittoraal. Ze zijn ook gezien onder koraalpuin. Ze verstoppen zich meestal tussen verhullende vegetatie tijdens het voeden met oppervlaktefilm. Ze leven voornamelijk in gebieden met ondiep water, strikt in het intergetijdengebied en worden vaak waargenomen terwijl ze hun armen over zand of koraalsubstraten vegen.